# Nicos Apostolidis
Nicos Apostolidis (* 2. Juni 1950) ist ein deutscher Musiker, Sänger und Komponist griechischer Abstammung. Er spielt vorzugsweise Entspannungsmusik auf der Akustischen Gitarre.

## Biographie
Apostolidis wurde im Jahre 1950 als jüngstes von 13 Kindern einer griechischen Familie geboren, welche auf der Flucht vor den Unruhen des Griechischen Bürgerkrieges 1949 über mehrere Stationen nach Rumänien emigriert war. Er wuchs in einem Tal in den Transsilvanischen Alpen auf. Als er sechs Jahre alt war, starb sein Vater, sodass er selbst mit für den Unterhalt der Familie sorgen musste. Er verdiente sein Geld als Gepäckträger für Bergtouristen. Im Alter von 14 Jahren nahm er heimlich Musikunterricht, bis seine Erziehungsberechtigten es ihm verboten.
Apostolidis besuchte anschließend ein Internat in Bukarest, brach die schulische Ausbildung allerdings kurz vor dem Abitur ab und wanderte mit 19 Jahren im Jahre 1969 nach Deutschland aus. Hier verdingte er sich zunächst als Straßenmusiker in München und später in Hamburg. In dieser Zeit komponierte er viele Lieder. Seinen ersten öffentlichen Auftritt in der Hansestadt hatte er bei einem Benefizkonzert zugunsten der Opfer der Griechischen Militärdiktatur. Am 4. Dezember 1982 war er in Kiel zu Gast in der Fernsehsendung „Einer wird gewinnen“ und 1989 gründete Apostolidis die Schallplattenfirma und Vertrieb Nicos Apostolidis, um seine Tonträger selbst zu produzieren. 
Am 22. November 2009 feierte der Musiker sein 40-jähriges Bühnenjubiläum. Heute lebt und arbeitet er in Hamburg-Blankenese, wo er auch Gitarrenunterricht gibt. Er war mit der diplomierten Violinen- und Bratschenlehrerein Katharina Apostolidis verheiratet, die als Geigerin, Coverdesignerin und Texterin auch auf seinen CDs mitgewirkt hat. Apostolidis präsentiert seine Musik auch auf verschiedenen Messen. Er hatte bereits mehrere Auftritte im kleinen Saal der Musikhalle Hamburg und ist auch des Öfteren im Kultur- und Kommunikationszentrum Fabrik zu Gast.

## Diskografie
Apostolidis hat bislang 25 Alben veröffentlicht:
| - 1988: Glück zu leben - 1989: Leben wie ein Fluß - 1990: Samenkorn - 1991: Begegnungen - 1992: Kleine Schritte - 1994: Aus der Reihe tanzen - 1996: Ein Märchen über das Glück - 1998: Tanz der Gefühle (instrumental) - 2000: Lass los und tanze - Es gibt immer einen Weg - Zwischen Himmel und Erde - Ich lebe gern | - Gitarrenseele - Klang der Seele - Mit dem Wind auf Reise - Die Liebe - Unterwegs - Der Tanz und das Licht des Meeres - Seelenfreund - Ja zum Leben - Gebet - Lass deinen Wünschen Zeit - Sei ein Freund der Sonne - Sphären des Himmels | - Die Liebe leben |